# Bonito (oficial)

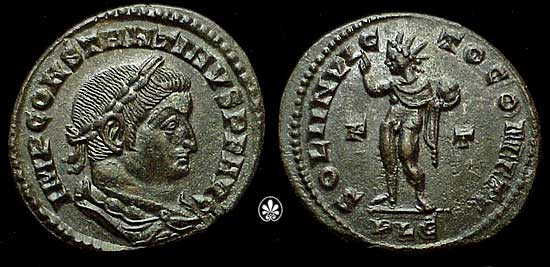
Fólis de Constantino

Bonito (em latim: Bonitus) era um franco, provavelmente de origem transrenana, que tornou-se o mais antigo oficial superior franco conhecido a se engajar no exército romano. Sabe-se por um texto de Amiano Marcelino que chefiou uma unidade de francos auxiliares na qualidade de tribuno, e que prestou serviço a Constantino, o Grande na guerra contra Licínio em 324.
Segundo Michael Rouche, teria sido convertido ao cristianismo. Ele também recebeu uma educação romana, e o seu cristianismo é manifesto pela romanização de seu nome, embora não se saiba se era desejado por ele ou seus parentes. Ele era casado com uma advinha franca, de acordo com Michel Rouche, ou uma nativa da aristocracia romana da Campânia, de acordo com Jean-Pierre Joly. Foi o pai de Silvano.